# Solnitsata
Solnitsata ( in bulgaro Солницата?, "Le saline") era un'antica città situata nell'odierna Bulgaria, vicino alla moderna città di Provadija, nella regione di Varna. Considerata dagli archeologi bulgari la città più antica d' Europa, Solnitsata era il sito di un impianto di produzione del sale circa sei millenni fa; fiorì intorno al 4700-4200 aC. L'insediamento è stato murato per proteggere il sale, una merce cruciale nell'antichità. Sebbene la sua popolazione sia stata stimata in soli 350 abitanti,  l'archeologo Vassil Nikolov sostiene che soddisfa i criteri stabiliti per essere città preistorica.
La produzione di sale ha dominato l'economia di Solnitsata e si ritiene che la città abbia esportato sale in tutti i Balcani. Una vasta collezione di oggetti d'oro nelle vicinanze ha portato gli archeologi a ipotizzare che questo commercio abbia prodotto una notevole ricchezza per i residenti della città.
Si ritiene che la città sia stata distrutta da un terremoto.